# 小行星2543
小行星2543（2543 Machado）是一颗围绕太阳公转的小行星。1980年6月1日，亨利·德波鸿诺在拉西拉天文台发现了此天体。
該小行星以巴西天文學家路易斯·愛德華多·達席爾瓦·馬查多（Luiz Eduardo da Silva Machado）命名。
这颗小行星的绝对星等为286.104997493728等。